# Eneryda glasbruk

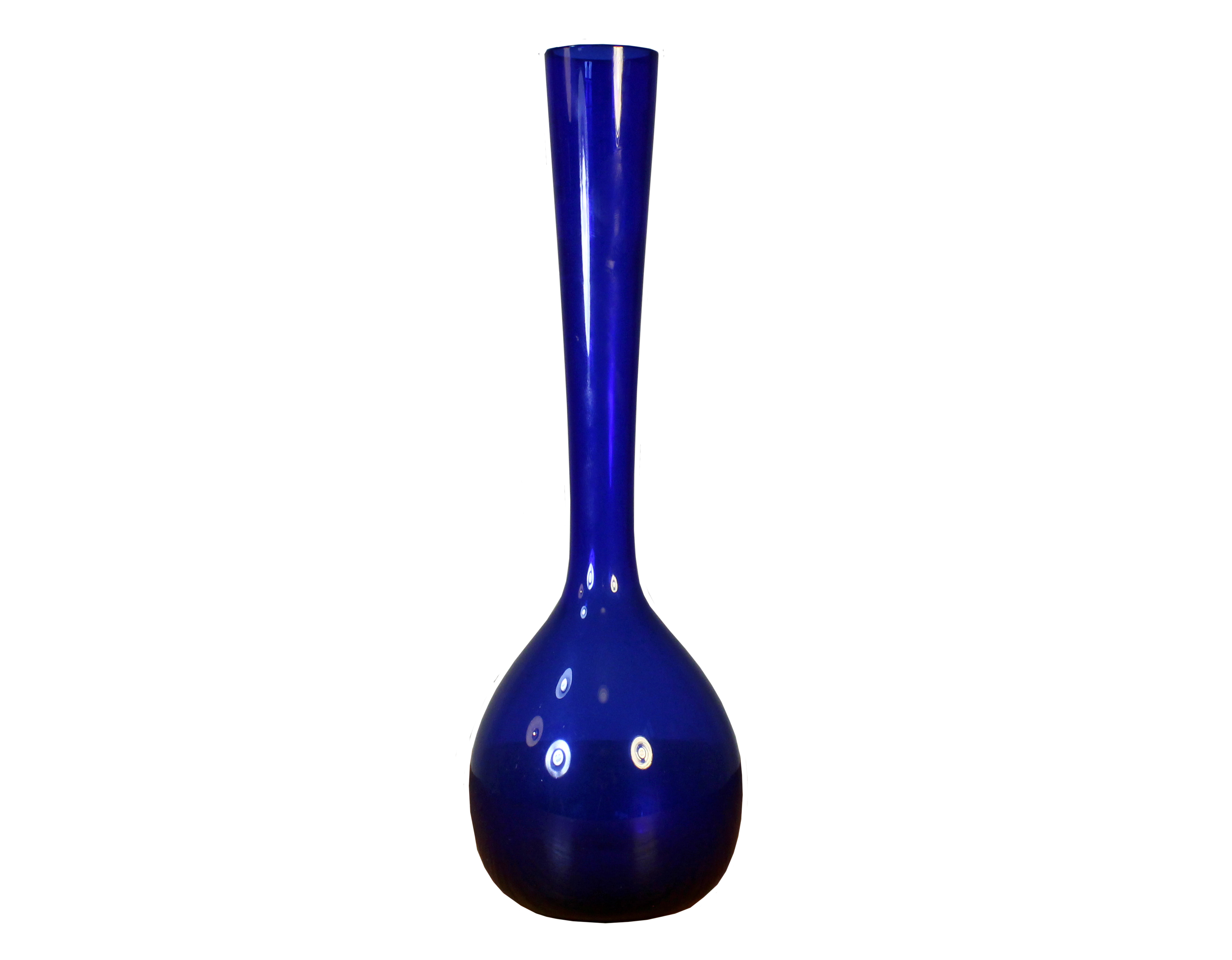
Blå glasvas från Eneryda glasbruk

Eneryda glasbruk var ett glasbruk i Eneryda i Älmhults kommun. Glasbruket låg i ortens västra del, väster om Södra stambanan.
Tillverkningen omfattade hushållsglas och konstglas, till exempel vaser och djurfigurer i glas. Även servisglas tillverkades.
Glasbruket startades 1956 av bilhandlaren Arnold Karlsson från Växjö. Vid tillkomsten medverkade även riksdagsman Torsten Mattsson från orten. Lokalen i Eneryda var ett före detta garveri som byggdes om och försågs med ugn och deglar. Produktionen var igång från hösten 1956 till sommaren 1957, låg därefter nere i fyra år. En nystart av verksamheten skedde hösten 1961 och då i stor skala. Bengt Erlandsson, som kom till glasbruket 1963, var ansvarig för driften. Som mest hade glasbruket cirka 50 anställda vilket även medförde nybyggnad av småhus i Eneryda.
Torsten Mattsson blev huvudägare till glasbruket 1972 efter att Arnold Karlsson avlidit. Glasbruket blev senare ett dotterbolag till Mattssons företag Eneryda Träförädling. Glasbruket gick i konkurs 1982 men köptes av hyttmästaren Elving Conradsson och Bengt Erlandsson. Glasbruket hade en tid namnet Conrads Glashytta. Bruket fick senare nya ägare.
Verksamheten lades ned 1992. Byggnaderna är numera rivna och markområdet sanerat från bland annat arsenik och kadmium.